# Elaeodina
Elaeodina là một chi bướm đêm thuộc phân họ Tortricinae của họ Tortricidae.

## Các loài
- Elaeodina refrangens Meyrick, 1926